# Valentin Samungi
Valentin Samungi, romunski rokometaš, * 27. januar 1942, Bukarešta, † 15. september 2024.
Leta 1972 je na poletnih olimpijskih igrah v Münchnu v sestavi romunske rokometne reprezentance osvojil bronasto olimpijsko medaljo.